# Герб комуни Але
Герб комуни Але (швед. Ale kommunvapen) — символ шведської адміністративно-територіальної одиниці місцевого самоврядування комуни Але.

## Історія
Герб було розроблено для комуни Але 1974 року. Основою стала печатка XVI століття.
Герб комуни офіційно зареєстровано 1995 року.

## Опис (блазон)
У срібному полі над хвилястою синьою основою з хвилястою срібною балкою зелений вільховий листок.

## Зміст
Сюжет герба походить з печатки 1567 року гераду (територіальної сотні) Але. Вільховий листок є називним символом і вказує на назву комуни.     